# 沈珠江
沈珠江（1933年1月—2006年10月2日），出生于浙江省慈溪县，中国岩土力学及岩土工程专家，中国科学院院士。

## 生平
1948年，入读上海市立敬业中学学习。1950年，考入交通大学水利系。1953年，毕业于南京华东水利学院（现中国河海大学）。1956年，公派赴苏联莫斯科建筑工程学院留学；1960年5月，获副博士学位。回国后，历任南京水利科学研究院工程师、高级工程师、教授、博士生导师。1995年，当选为中国科学院院士。2000年9月后，任清华大学水利水电工程系教授、博士生导师。
2005年，获茅以升土力学及岩土工程大奖。
2006年逝世于北京。